# Miguel Mancera Aguayo
Miguel Mancera Aguayo (Ciutat de Mèxic, Districte Federal; 18 de desembre de 1932) és un economista i polític mexicà, que va ser director i després governador del Banc de Mèxic de 1982 a 1997.

## Trajectòria professional
És Llicenciat en Economia per l'Institut Tecnològic Autònom de Mèxic (ITAM) i té un Màster en Economia per la Universitat Yale.
Va treballar al Banco de Comercio (avui BBVA Bancomer) de 1953 a 1955 i també va exercir com a catedràtic a l'ITAM. Va ingressar a treballar al Banc de Mèxic el 1957 com a economista. En els anys següents, en la mateixa institució, exercí successivament com a Administrador del Fons per al Foment de les Exportacions de Productes Manufacturats, com a Gerent d'Assumptes Internacionals i, després, com a Sotsdirector i Sotsdirector General. El 1982, en va ser nomenat Director General pel president Miguel de la Madrid. Com a Director del Banc de Mèxic en els següents 16 anys li va correspondre enfrontar fortes crisis econòmiques i engegar nous programes, com la nova moneda de Mèxic, el Nou Pes el 1992. Després de reformes legals que li van donar autonomia al Banc de Mèxic, el 1994 es va convertir en el primer Governador del banc. Va deixar el seu càrrec el 1998 i es va retirar de les activitats públiques.

## Premio
- Premi Rei Joan Carles I d'Economia (1992)
- Premi Woodrow Wilson per Servei Públic[2] (2010)